# Leucogrammolycus brychios
Leucogrammolycus brychios és una espècie de peix de la família dels zoàrcids i de l'ordre dels perciformes.

## Morfologia
- Els mascles poden assolir 19,8 cm de longitud total i les femelles 20,5.
- Nombre de vèrtebres: 85-92.[1]

## Hàbitat
És un peix marí, de clima temperat i associat als esculls de corall que viu entre 490-632 m de fondària.

## Distribució geogràfica
Es troba al Brasil.

## Observacions
És inofensiu per als humans.